# 930
Năm 967 là một năm trong lịch Julius.

## Sự kiện
Năm 930, vua Nam Hán là Lưu Cung sai Lương Khắc Trinh (tức Lý Khắc Chính) đem quân sang đánh cướp nước Việt.
Dương Đình Nghệ bắt đầu nổi dậy chống quân xâm lược nhà Hán